# Parco naturale di Montesinho

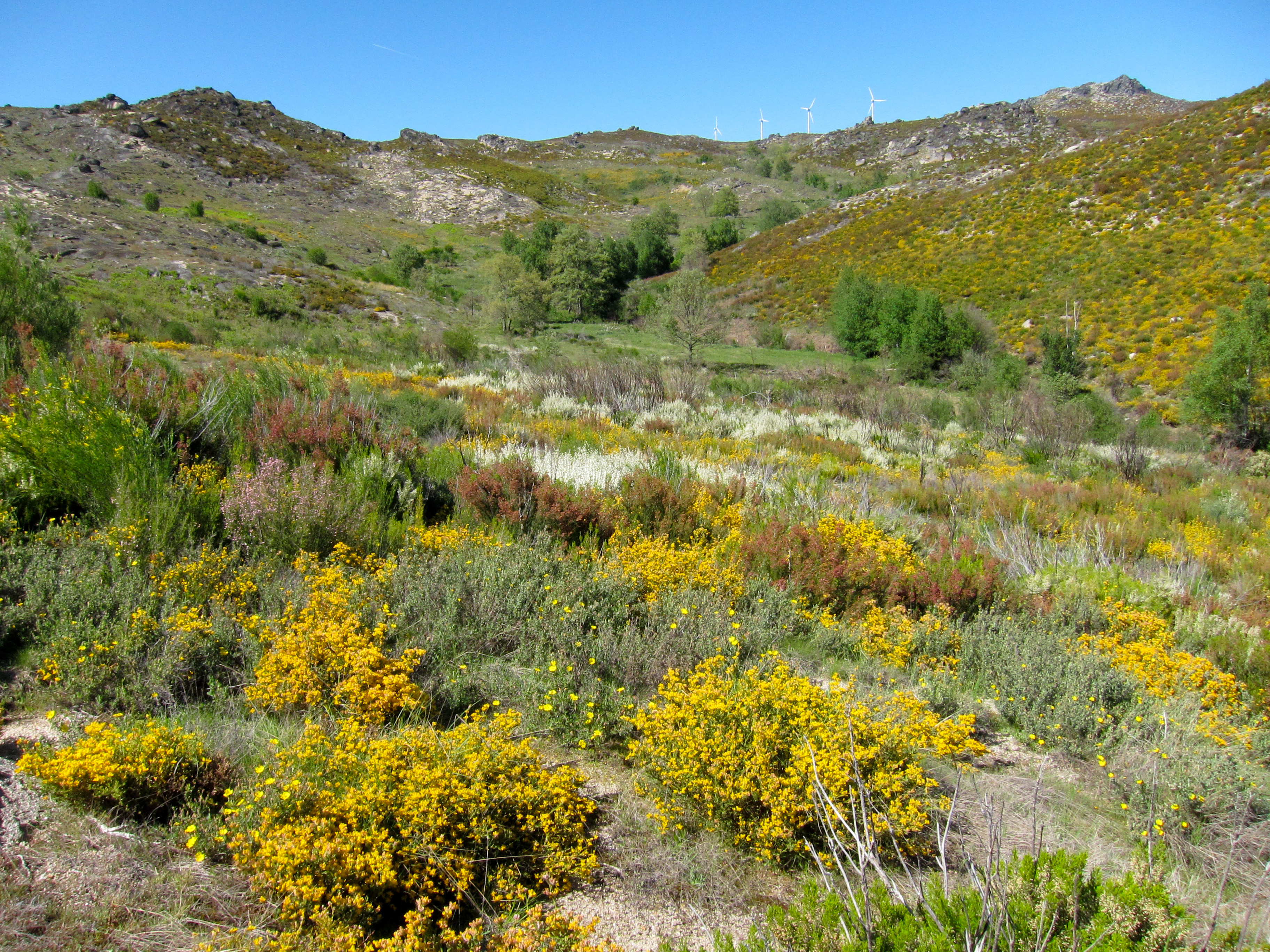
Paesaggio del parco naturale di Montesinho

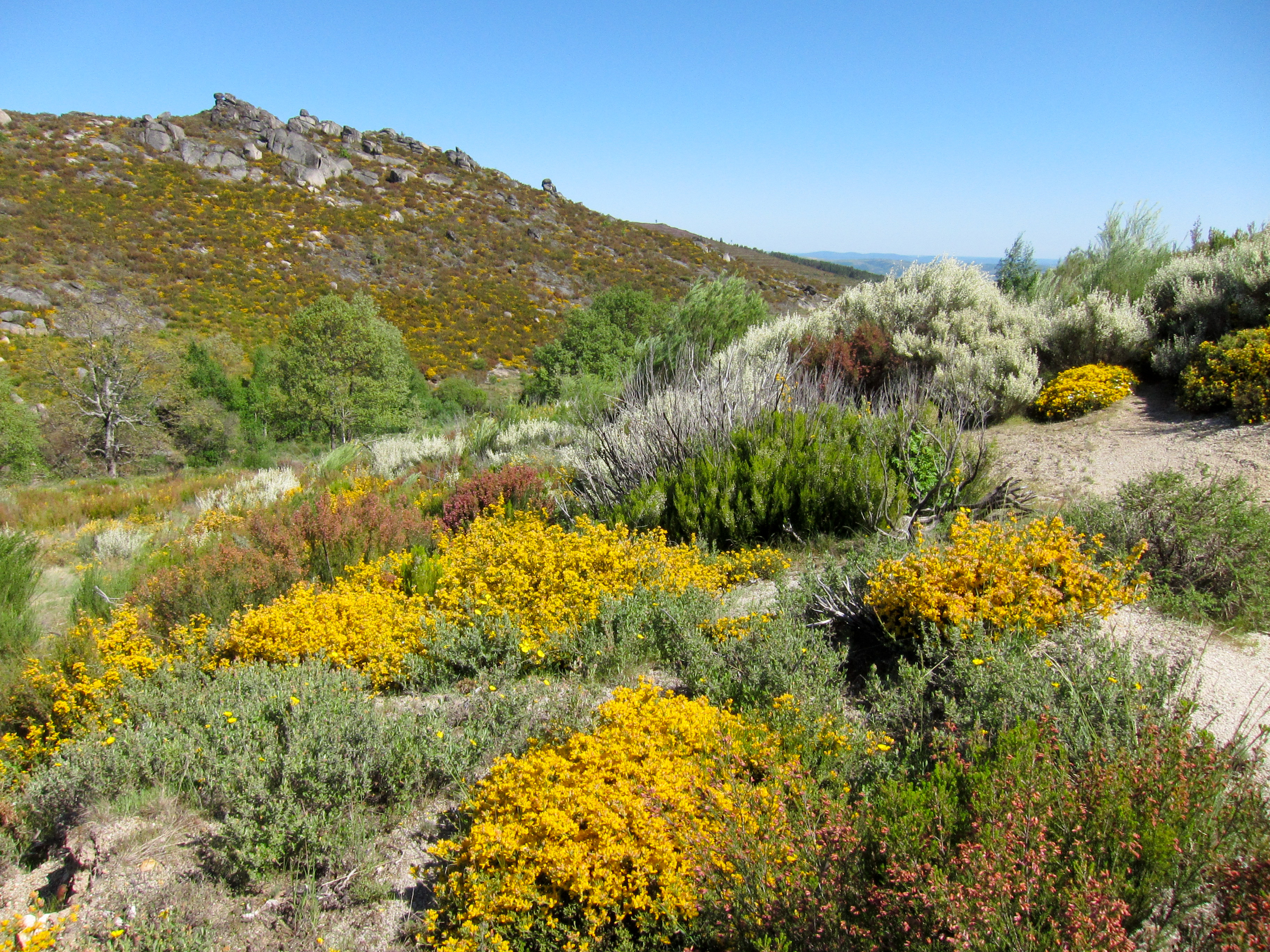
Flora del parco naturale di Montesinho

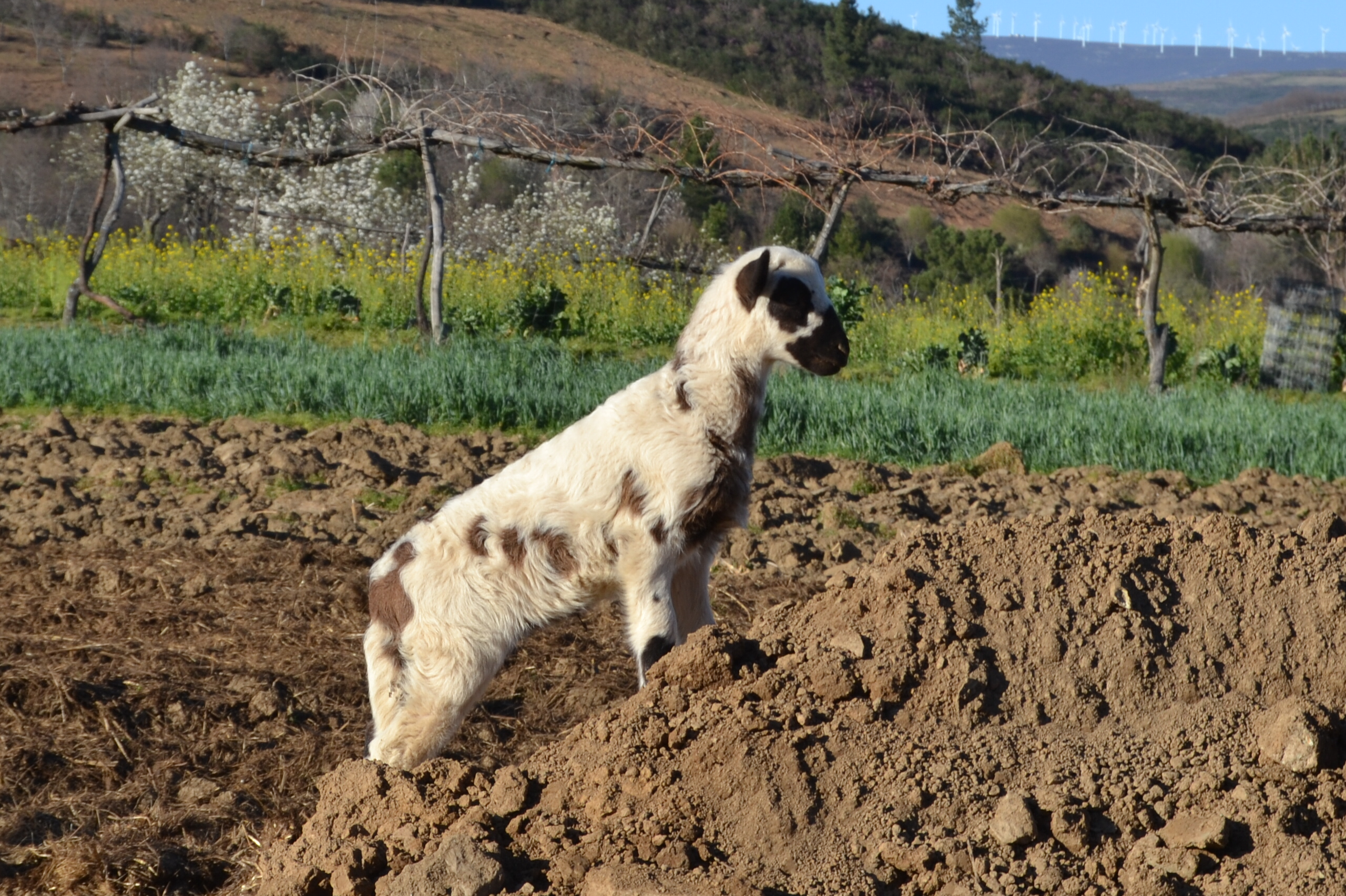
Fauna del parco naturale di Montesinho

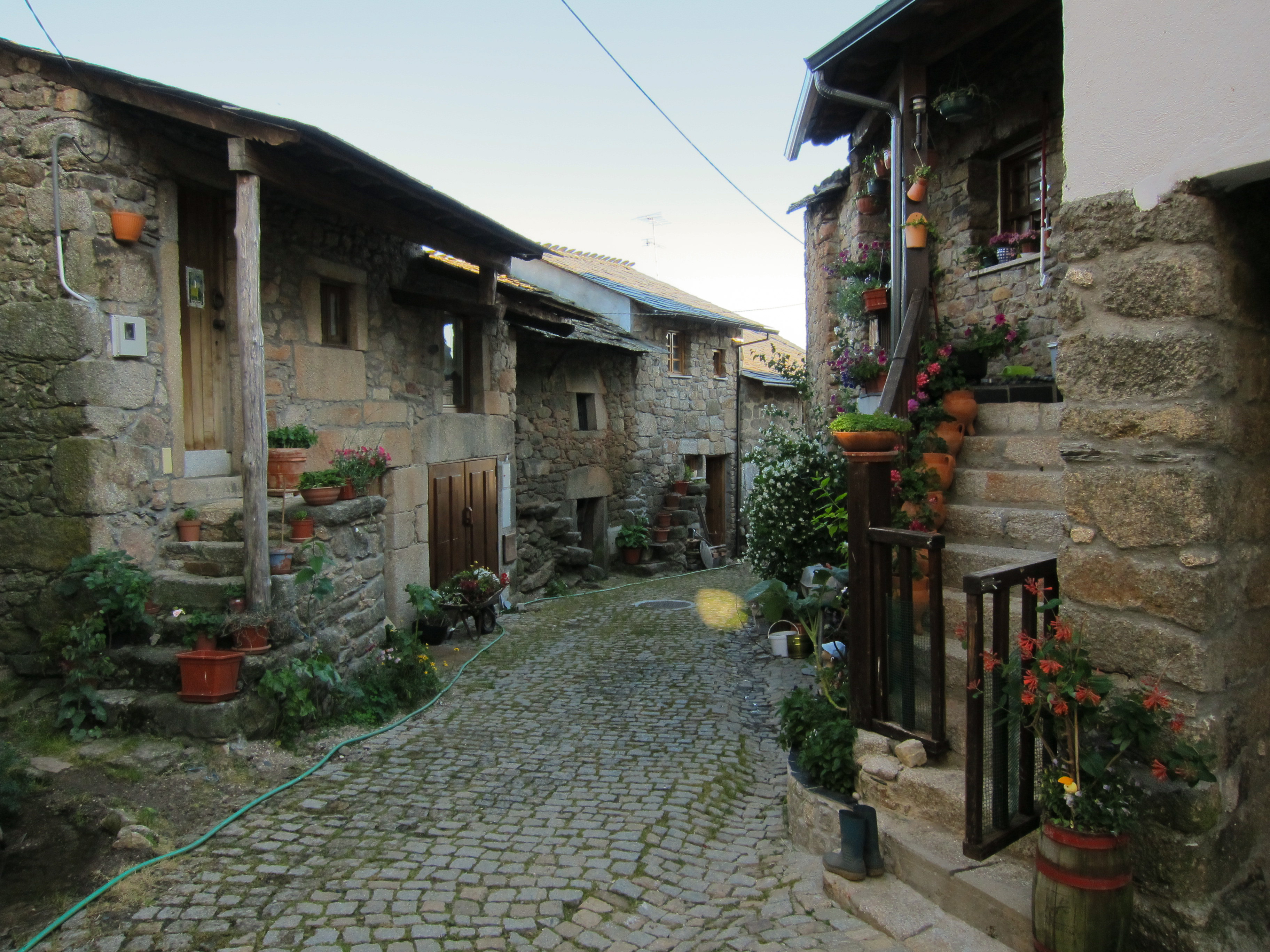
Il villaggio di Montesinho, da cui prende il nome il parco

Il parco naturale di Montesinho (in portoghese: Parque Natural de Montesinho) è un'area naturale protetta di circa 75.000 ettari del Portogallo nord-orientale, situata nel distretto di Braganza (subregione: Alto Trás-os-Montes), ed istituita come tale il 30 agosto 1979. Si tratta di uno dei maggiori parchi naturali del Paese.
L'area, che prende il nome dal villaggio di Montesinho e che comprende a Serra de Montesinho e la Serra da Coroa, è anche soprannominata Terra Fria ("terra fredda") ed è stata creata soprattutto con lo scopo di proteggere le usanze rurali della popolazione locale.

## Territorio
Il parco naturale di Montesinho si trova nella parte settentrionale della provincia di Braganza, a nord della città di Braganza e si estende dal confine con la regione del Minho, ad ovest, al confine con la Spagna, ad est e a nord.
L'area si caratterizza per la presenza di colline costituite principalmente da scisto e granito. Le montagne dell'area raggiungono un'altitudine massima di 1481 metri.
Il clima di quest'area è il più rigido di tutto il Portogallo (da cui il soprannome di Terra Fria).
Nell'area del parco naturale di Montesinho vivono circa 9.000 persone, dato che tende a diminuire.

### Villaggi
Nell'area del parco si trovano circa novanta villaggi. Tra questi, figurano:
- França
- Guadramil
- Montesinho
- Rio de Onor
- Vinhais

## Flora
Nell'area del parco crescono piante quali Armeria eriophylla, Anthyllis sampaiana, Avenula pratensis, Linaria aeruginea, Notholaena marantae, Santolina semidentata, ecc.

## Fauna
Nell'area del parco vivono mammiferi quali il lupo iberico (Canis lupus signatus), il cervo nobile (Cervus elaphus), il capriolo (Capreolus capreolus), il gatto selvatico (Felis silvestris), la lontra europea (Lutra lutra), il desman pirenaico (Galemys pyrenaicus), l'arvicola acquatica europea (Arvicola terrestris), il ferro di cavallo maggiore (Rhinolophus ferrumequinum), ecc.
Vi si trovano poi circa cento specie diverse d'uccelli, tra cui l'aquila reale (Aquila chrysaetos), la cicogna nera (Ciconia nigra), l'albanella reale (Circus cyaneus), l'averla piccola (Lanius collurio), il codirossone (Monticola saxatilis) e lo spioncello (Anthus spinoletta).
Nel parco vivono inoltre alcuni rettili come la vipera di Lataste (Vipera latastei) e la lucertola di Schreiber (Lacerta schreiberi, anfibi quali il tritone marmorato (Triturus marmoratus) e pesci quali la trota (Salmo trutta), la bermejuela (Chondrostoma arcasii) e la lamprehuela (Cobitis calderoni).
Tra gli insetti, si segnala invece la presenza di specie rare di farfalle caratteristiche esclusivamente di questa zona del Portogallo, quali  Lycaena virgaureae, Brenthis daphne, Boloria dia e Aphantopus hyperanthus.